# Lil' Touch
"Lil' Touch" é o primeiro single do grupo sul-coreano Oh!GG, segundo subgrupo do girl group Girls' Generation. A faixa foi publicada online em 5 de setembro de 2018 pela SM Entertainment. Ele sai em formato digital e no formato Kihno

## Promoção
A promoção deste single começou no mesmo momento em que a nova subunidade Girls' Generation foi revelada em 27 de agosto de 2018. No mesmo dia, é desvendado o primeiro teaser de fotos do grupo via redes sociais. Rapidamente, foi anunciado que o reality show que gravou Oh!GG na França, no verão, será transmitido em setembro, acompanhando a promoção do single. No dia seguinte, uma segunda foto em preto e branco foi publicada, dando um pouco mais de detalhes sobre o conceito e o universo da música. Segundo os membros, o single é descrito como uma música muito viciante e diferente dos demais.

## Lista de faixas
| N.º            | Título                | Letras                               | Música                                                           | Duração |  |
| 1.             | "Lil' Touch (몰랐니)" | ODAL PARK Choi Ji-yeon (Jam Factory) | Lance Shipp Rachael Kennedy Nathalia Marshall Laurell Barker VMP | 3:09    |  |
| 2.             | "Fermata (쉼표)"      | Kim Sung-woo (Jam Factory)           | Andreas Oberg Maria Marcus Fredrik Thomander Johan Becker        | 3:58    |  |
| 3.             | "Lil' Touch (Inst)"   |                                      | Lance Shipp Rachael Kennedy Nathalia Marshall Laurell Barker VMP | 3:09    |  |
| 4.             | "Fermata"             |                                      | Andreas Oberg Maria Marcus Fredrik Thomander Johan Becker        | 3:58    |  |
| Duração total: | Duração total:        | Duração total:                       | Duração total:                                                   | 14:10   |  |

## Desempenho nas paradas
| Parada (2018)                        | Melhor posição |
| ------------------------------------ | -------------- |
| Estados Unidos (World Digital Songs) | 3              |